# Auguste Comte
Auguste Comte, celým jménem Isidore Marie Auguste François Xavier Comte (19. ledna 1798, Montpellier – 5. září 1857 Paříž), byl francouzský matematik, společenský reformátor a originální myslitel, zakladatel pozitivismu a jeden ze zakladatelů sociologie.

## Životopis

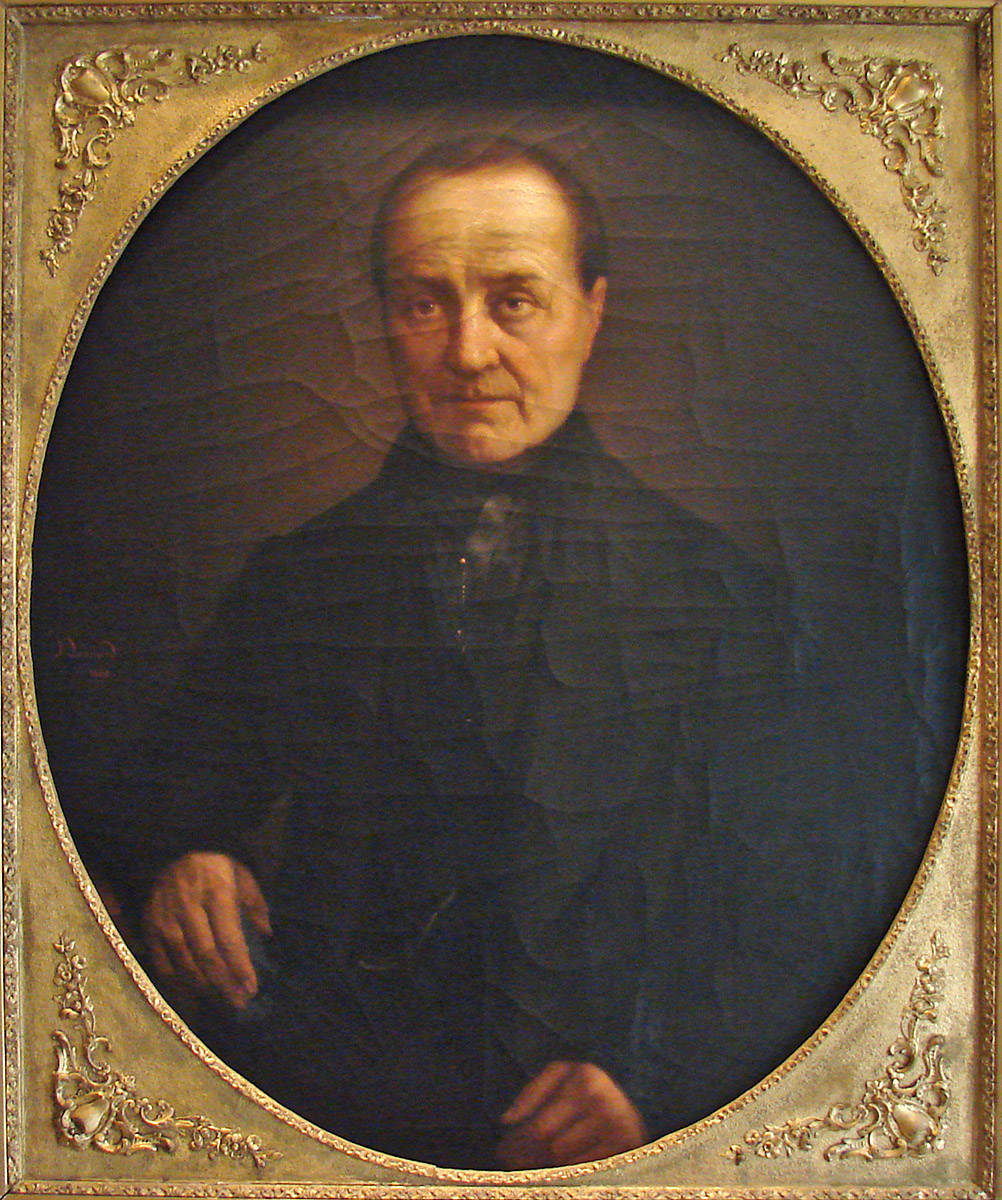
Auguste Comte

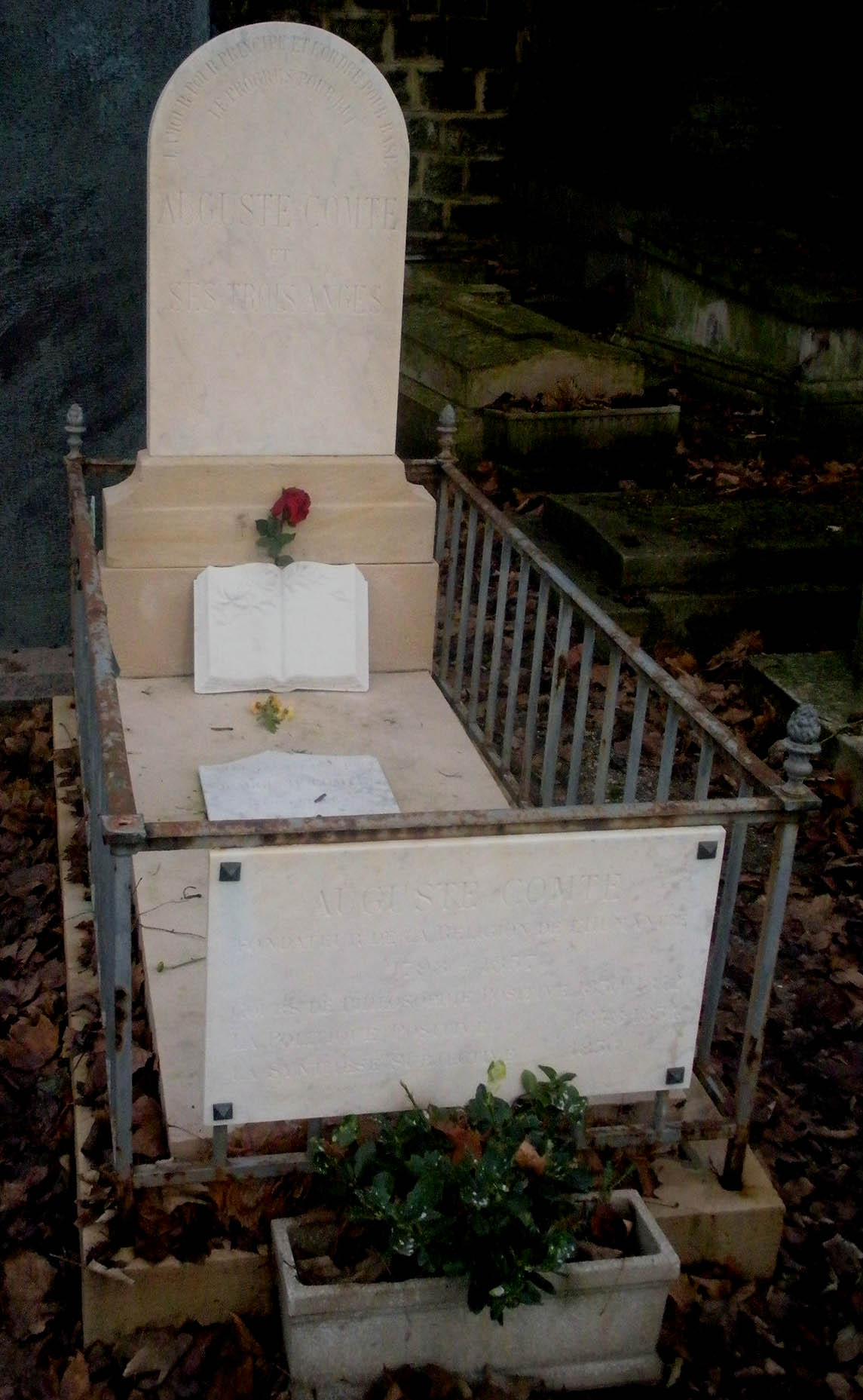
Hrob Augusta Comta na pařížském hřbitově
Père Lachaise.

Narodil se 19. ledna 1798 v jihofrancouzském Montpellier. V letech 1807 až 1814 vystudoval s výborným prospěchem lyceum v rodném městě a v létě roku 1814 byl přijat na pařížskou École Polytechnique (přední vědecká a technická škola ve Francii, založena během revoluce roku 1794). Po roce a půl byl ze školy vyloučen za účast na protestu proti zastaralému způsobu výuky. Načas se vrátil do rodného města, kde po krátkou dobu navštěvoval přednášky z medicíny. Ještě téhož roku se však vrátil do Paříže, kde se živil kondicemi z matematiky. Uvažoval o emigraci do USA.
V roce 1817 byl Comte představen téměř šedesátiletému Saint-Simonovi a stal se jeho osobním sekretářem, spolupracovníkem a spoluautorem řady statí. V květnu 1822 publikoval Comte v rámci Saint-Simonovy práce „Katechismus průmyslníků“ (Catéchisme des Industriels v nákladu pouhých 100 výtisků) svůj programový text o plánu na reorganizaci společnosti pomocí vědy Plan des travaux scientifiques nécessaires pour réorganiser la société. O dva roky později vyšel tento text samostatně v nákladu tisíc výtisků a s plným Comtovým autorstvím.

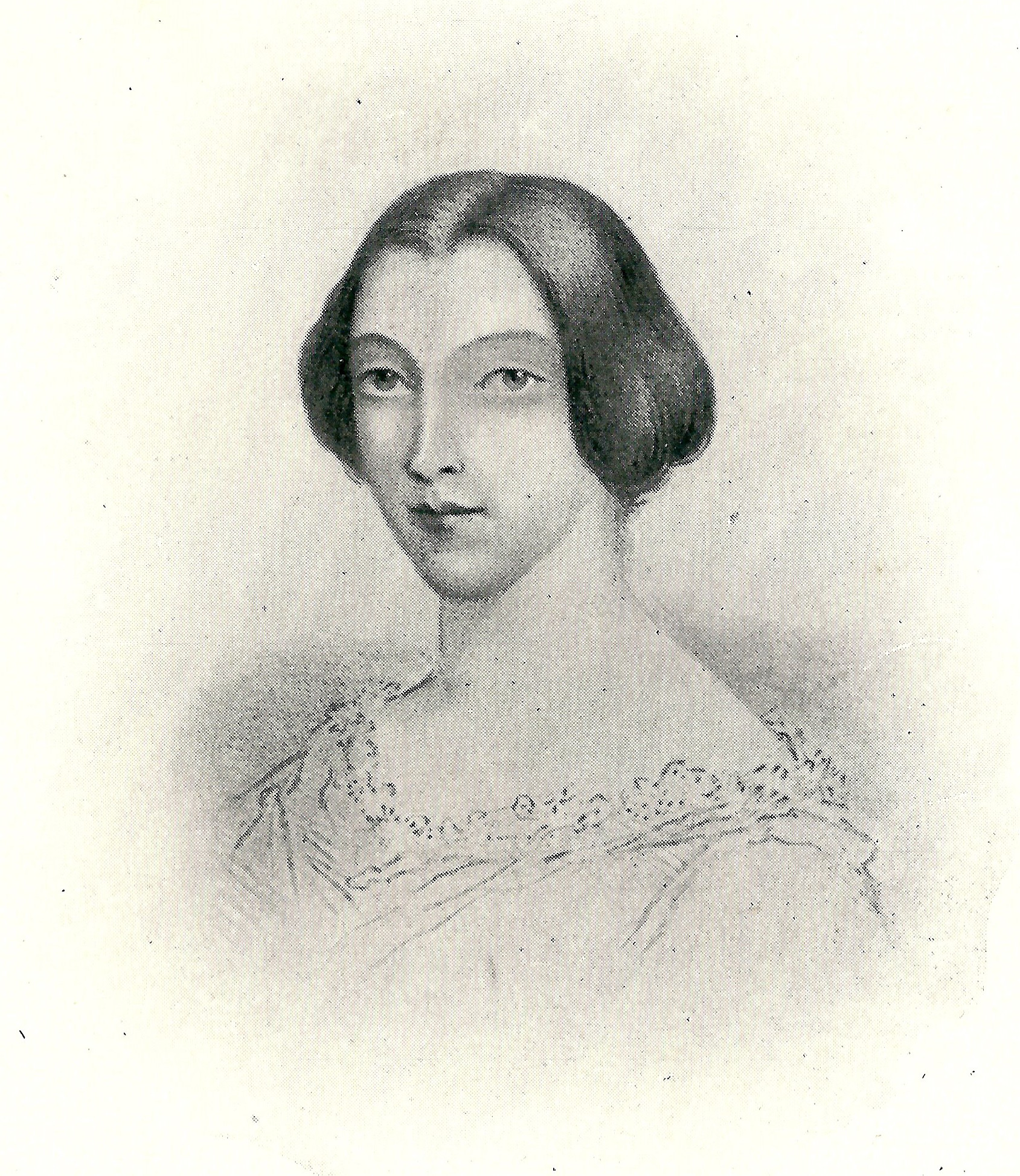
Caroline Massin (cca 1877)

Roku 1824, po rozchodu se Saint-Simonem kvůli sporům o intelektuální prioritu společných textů a taktiky při reformování společnosti, vznikla raná verze práce „Systém pozitivní politiky“ (Système de politique positive), kterou přivítala řada renomovaných vědců.
V roce 1825 uzavřel sňatek s Caroline Massinovou. Skromně se živil kondicemi a psaním drobných textů do listu Producteur, který po smrti Saint-Simona vydávali jeho žáci. V dubnu 1826 zahájil Comte ve svém bytě soukromý kurs, ve kterém seznamoval zájemce se zásadami své pozitivní filosofie. V důsledku přepracování, rodinných neshod a existenčních problémů se Comte duševně zhroutil a byl nucen své kursy přerušit. K jejich obnovení došlo až v roce 1829.
V roce 1832 získal Comte pomocnou učitelskou funkci na Polytechnice (do té doby žil ve vysloveně nuzných existenčních podmínkách) a o pět let později funkci externího examinátora v tomtéž ústavu. Vyučoval soukromě matematiku a každou neděli na Pařížské hvězdárně pořádal bezplatné přednášky pro veřejnost o astronomii, které navštěvovali lidé ze všech sociálních vrstev.
Comte nikdy nedosáhl řádné akademické hodnosti ani postavení. Jeho žádosti o místo profesora na Polytechnice byly opakovaně zamítány, ovšem ve vědecké obci získal několik obdivovatelů, jako byl Alexander von Humboldt a také John Stuart Mill, který ho podporoval finančně. Obdivoval ho také vydavatel Émile Littré.
Od konce třicátých let se Comte uzavřel sám do sebe, přestal číst odbornou literaturu, opakovaně četl životopis Ježíše Krista od středověkého autora Tomáše Kempenského, učil se anglicky, italsky a španělsky, aby mohl číst Danta, Ariosta, Miltona, Byrona a další literaturu v originále.
V předmluvě k poslednímu dílu „Kursu pozitivní filosofie“ vyčetl akademické obci její formalismus a neschopnost specialistů vidět za zkoumanými jevy hlubší souvislosti. Po dokončení jeho hlavní práce se s ním definitivně rozešla manželka, se kterou se už předtím několikrát dočasně rozcházel. V roce 1843 vydal „Pojednání o analytické geometrii“, ale v roce 1844 byl propuštěn z místa examinátora a přišel o většinu svých příjmů. Žil hlavně z darů Johna Stuarta Milla a dalších příznivců. V této době se seznámil s Clotildou de Vaux, sestrou jednoho ze svých žáků, a snažil se získat její přízeň.
Clotilda po roce a půl platonické lásky zemřela. V této době Comte pracoval na práci „Systém pozitivní politiky čili pojednání o sociologii“ (Système de politique positive), v níž vyzvedl primát citu nad intelektem a koncipoval úvahy o náboženství lidskosti. Tato práce byla vydána v roce 1851 až 1854 ve čtyřech svazcích. Jeho stále mystičtější spisy od něj odváděly přízeň racionálně založených příznivců včetně Johna Stuarta Milla a Emila Littré, se kterými se definitivně rozešel roku 1852, když publikoval nábožensko-mystický „Pozitivistický katechismus čili shrnutí univerzálního náboženství“ (Catéchisme positiviste ou sommaire de la religion universelle).
Už v roce 1851 přišel o poslední zdroj svých příjmů na Polytechnice, o další stoupence přišel, když podpořil státní převrat Ludvíka Bonaparta v tomtéž roce. Od roku 1852 žil jen ze sbírek svých nejvěrnějších stoupenců, se kterými v roce 1848 založil Pozitivistickou společnost a pro které až do své smrti pořádal pravidelné přednášky.
Auguste Comte zemřel na rakovinu žaludku v kruhu svých nejvěrnějších žáků 5. září 1857 a je pochován na pařížském hřbitově Père Lachaise.
Katoličtí filozofové tomistické orientace ostře vystupovali proti názorům Augusta Comta. Dle profesora Eugena Kadeřávka byl Comte „hlasatel materialismu, revoluce a modloslužebnosti". Katolická církev dekretem ze dne 12. prosince 1864 zařadila Comtův Kurz pozitivní filozofie („Cours de philosophie positive") na Index zakázaných knih.

## Pozitivismus
V souvislosti s filosofií Augusta Comta byl také zaveden pojem pozitivismus. Podle něj se konečně jako jednotná metoda všech věd ustavuje metoda pozitivní, která se na rozdíl od tzv. negativní filosofie vzdává hledání prvotních či konečných příčin a nevysvětluje fakta silami nebo entitami, které nelze bezprostředně verifikovat, nýbrž se omezuje pouze na studium faktů a vztahů mezi nimi: „Nakonec v pozitivním stádiu lidský duch, vědom si, že nelze nabýt absolutních poznatků, vzdává se hledání původu a účelu vesmíru, stejně jako poznání vnitřních příčin jevů, aby se pomocí velmi složitého usuzování a pozorování věnoval objevování jejich skutečných zákonů, tj. jejich stálých vztahů následnosti a podobnosti.“

## Pozitivistická filosofie Augusta Comta
Slovo „pozitivní“ může nabývat několika významů: něco skutečného, něco smysluplného a užitečného a něco jednoznačně definovaného. Auguste Comte vymezil pozitivistickou filosofii v souladu se všemi těmito významy. Pozitivismus se přidržuje pouze skutečnosti, tj. daných fakt. Zabývá se výhradně tím, co je společensky užitečné. A v protikladu k nekonečným sporům dřívější metafyziky, drží se výhradně toho, co lze přesně definovat. (Störig, s. 341)
Comte se inspiroval zejména R. Descartem a F. Baconem. Jádro jeho filosofie spočívá v přijímání faktů a zkoumání jejich vzájemných vztahů. Tento proces zkoumání lze shrnout do tří bodů:
1. konstatovat fakta daná formou jevu
2. uspořádat je podle určitých zákonů
3. předvídat ze zjištěných zákonitostí budoucí jevy a řídit se podle nich

Jednotlivá fakta Comte spojuje podle principu podobnosti (tak získáváme pojmy) nebo podle principu posloupnosti (tím vznikají zákony). Tímto přístupem k filosofii Comte logicky musel dospět ke klasifikaci vědeckého poznání.

### Klasifikace věd podle míry abstrakce
Rozděluje vědy na procesy anorganických a organických těles, přičemž na začátku všeho jsou zákony matematiky. Anorganické jevy dělí dále na obecné procesy v kosmu (astronomie) a anorganické procesy na zemi (fyzika, chemie). Organické jevy rozděluje na ty, které probíhají v individuu (biologie, jejíž součástí je i psychologie) a ty, které probíhají v celém druhu (sociologie).

### Zákon tří stádií
Auguste Comte žil v bouřlivé době revolucí a uvolňování morálky. Hlavním cílem jeho učení byla reforma společnosti, obnova morálních hodnot a stability. Zákonem tří stádií dokládá v prvních dvou stádiích vývoj myšlení lidského jedince i lidstva jako celku a ve třetím stádiu pak nabízí svou vizi ideálního společenského zřízení.
1. Stadium teologické neboli fiktivní
Člověk hledá absolutní poznání skrze zkoumání vnitřní povahy věcí. Věří, že za každým procesem je živá vůle. Toto stadium probíhá ve třech etapách: animismus, polyteismus a monoteismus.
2. Stadium metafyzické neboli abstraktní
I zde hledá člověk absolutní poznání, ale nezkoumá již nadpřirozené síly, nýbrž abstraktní pojmy a entity. Za nejvyšší obecnou entitu uznává přírodu, v níž vidí pramen všech ostatních jevů.
3. Stadium vědecké neboli pozitivní
Člověk dospívá k tomu, že absolutní poznání není možné. Snaží se tedy pozorováním a rozumem poznat podobnosti a posloupnosti v daných faktech, s cílem podřídit je jedinému všeobecnému faktu.
Ve stadiu pozitivního myšlení lidstva by měla nastat podle Comta ideální forma společenského zřízení. Jednalo by se o stát s pevně stanoveným řádem, řízený vědci, odborníky a specialisty, kde by u každého převažoval smysl pro celek.
Comte tak do filosofie dějin zahrnuje vznik své vlastní doktríny. Dějiny směřují k pozitivnímu stadiu. To bude spočívat v poznání univerzálních zákonů na základě pozorování faktů. Na základě těchto zákonů bude pak možno řídit běh společnosti.

### Sociologie
Comte je zakladatelem sociologie. Vidí ji jako filosofii dějin, které procházejí již zmíněnými třemi stadii. Neodráží se v ní jen státní, právní a společenský vývoj (jak říká Hegel), ale i vývoj umění, náboženství, vědy a filosofie.
Sociální statika a dynamika
Auguste Comte chápal společnost jako organický celek, jehož všechny části jsou navzájem propojeny a mohou být pochopeny pouze v jednotě. Tyto teze jsou přímo namířeny proti individualistickým teoriím.
Sociologii rozděluje Comte na dvě části, které se vzájemně doplňují: teorii přirozeného uspořádání (společenská statika), jejímž jádrem je uvažování o institucích, které zajišťují rovnováhu společnosti. Za ty Comte považuje náboženství, rodinu a stát, které odpovídají třem základním mozkovým funkcím cítění (rodina), jednání (stát) a intelektu (církev). Druhou částí Comtovy sociologie je a nauka o pokroku (společenská dynamika), jejímž jádrem je zákon tří stádií. 
Sociální statika se zabývá sociálním řádem. Silami, které určují společenský řád a udržují společnost pohromadě.Sociální statika má podle Comta v sociologii obdobné místo jako anatomie v biologii, někdy o ní proto mluvil jako o „sociální anatomii“. Statické stádium společnosti má být spojeno s teorií pořádku, která spočívá ve správném souladu mezi existenčními podmínkami společnosti. Do sociální statiky Comte zařazoval individuum, které mělo ty nejsobečtější pudy, pak rodinu, jako základní jednotku společnosti, dále společnost, což bral jako seskupení rodin a ne individuí. Statika dle Comta úzce souvisela se stabilitou sociálního systému. 
Sociální dynamika se na rozdíl od sociální statiky věnuje změnám a procesům, jichž se společenskými silami dosahuje. Studuje průběh a charakter změn v jednotlivých oblastech společnosti, řeší otázky vzniku společenského života a jeho jednotlivých vývojových etap i příčin. Jejím hlavním pojmem je pokrok, jehož zákony se snaží odhalit. Comte předpokládá, že existuje pud pokroku, který lidi nutí k ustavičnému zlepšování společnosti. Tento pokrok společnosti lze studovat dvěma způsoby – kvalitativně a kvantitativně. Kvantitativní výzkum spoléhá na hypotézy, dotazníky a analýzu dokumentů. Oproti tomu kvalitativní výzkum vyžaduje zúčastněné pozorování a nestandardizovaný rozhovor. Kvalitativní výzkum může pak sloužit k formulaci hypotéz pro pozdější výzkum kvantitativní.
Věcně vzato však existuje mezi řádem a pokrokem úzká souvislost. Pro Comta je totiž pokrok pouze rozvíjením řádu, jedná se tedy spíše o členění analytické - toto rozdělení navíc nelze brát jako specifické pouze pro sociologii, neboť statika a dynamika jsou podle Comta aspekty všech předmětů pozitivního zkoumání, sociologie zde tedy postupuje analogicky k jiným vědám.Z čehož tedy vyplývá, že je pro analýzu jakékoliv společnosti nutné zabývat se podmínkami její existence stejně jako zákony jejího vývoje.Studujeme-li společnost v jejím klidném, statickém stavu, sociální dynamika toto studium doplňuje o čas, dobu, ve které studium probíhá. Představa vzájemné provázanosti částí má u Comta význam fundamentálního filozofického principu, který dává tvar celému jeho systému.
Vliv sociologie Augusta Comta
Obecně řečeno Comte dal sociologii jméno a program (řídit společnost na základě poznání jejích zákonitostí). Ačkoliv je jeho dílo jistě významné a inspirativní, do pozdějších dob se zachoval hlavně název oboru. Schopnost sociologie fungovat jako stabilizátor společenského řádu na základě poznání zákonů fungování společnosti byla v dílech jeho nástupců zpochybněna. Mimo jiné i proto, že mnozí sociologové vůbec nesouhlasili s myšlenkou, že takové zákony existují. Povaha Comtovy sociologie je snadněji pochopitelná uvážíme-li, že se snažil, jako mnozí zakladatelé společenských věd v 19. století, vytvořit sociologii po vzoru přírodních věd, resp. fyziky.
Přesto Comte významně ovlivnil vědecké myšlení o společnosti. Už za jeho života vznikla řada „Pozitivistických společností“ v Evropě i v USA a brazilská vlajka dodnes nese Comtovo heslo „Řád a pokrok“ (Ordem e progresso). Comtovo základní přesvědčení, že společenské skutečnosti je třeba vysvětlovat na základě zkoumání společenských jevů, rozvinul Émile Durkheim a na Comtovy myšlenky výslovně navazoval i Tomáš Garrigue Masaryk. Na Comtův program přímo navázal logický pozitivismus a pozdější analytická filosofie.

## Dílo
- Systém pozitivní filosofie (1824)
- Kurz pozitivní filozofie (6 svazků, 1830–1842)
- Pojednání o sociologii (1851–1854)
- Pozitivistický katechismus (1857)